# Punta bodkin

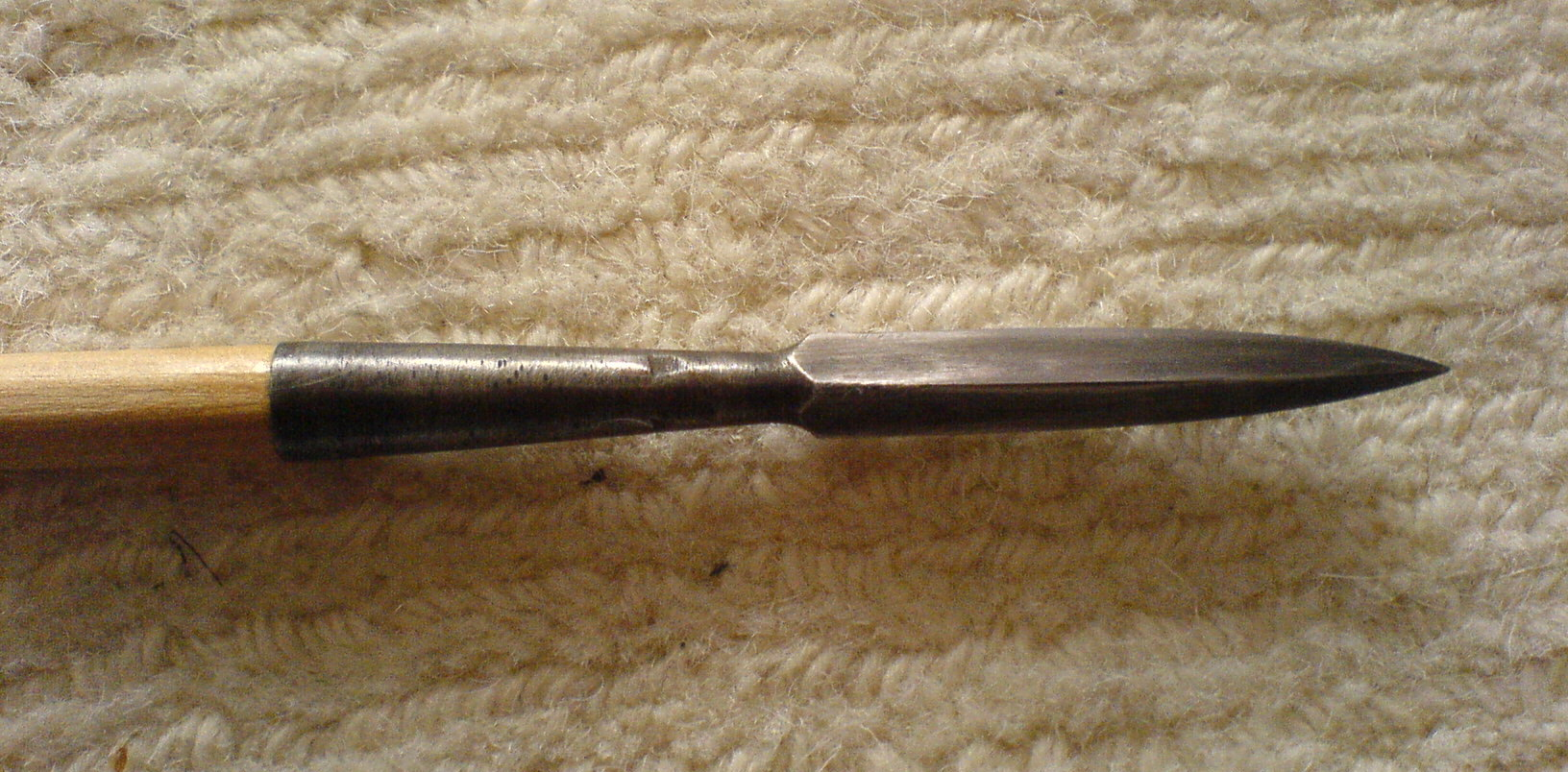
Una punta de flecha al estilo bodkin.

Una punta bodkin es un tipo de punta de flecha. En su forma más simple es una púa de metal cuadrado sin complicaciones utilizado ampliamente durante la Edad Media. 
Su forma típica era una cabeza cuadrada en forma de punta de flecha, generalmente de 11,5 cm de largo y 1 cm de grosor en su punto más ancho, afilada hacia abajo detrás de esta forma inicial. Las flechas bodkin se complementaban con las flechas tradicionales ya que su superficie de corte afilado, con una punta amplia, causaba más graves heridas y daños en los tejidos que la punta de flecha bodkin.

## Historia
Su nombre proviene de la palabra bodkin o bodekin del anglosajón, un tipo de afilado, en forma de daga puntiaguda. Las flechas del tipo bodkin largo fueron utilizadas por los vikingos y se siguieron utilizando durante toda la Edad Media. La punta bodkin finalmente cayó en desuso durante los siglos XVI y XVII, como ocurrió con la armadura, y las armas de fuego suplantaron el tiro con arco.